# سامي الصلح
سامي الصلح (1307- 1388 هـ/ 1890- 1968 م)، سياسي وحقوقي لبناني. تولى رئاسة الوزراء في لبنان مرَّات قبل الاستقلال وبعده. وعُيِّن وزيرًا مرَّات أُخرى، وانتُخِب نائبًا في مجلس النواب اللبناني منذ عام 1943 حتى وفاته.

## سيرته
وُلد سامي بن عبد الرحيم الصُّلْح في عَكَّا، عام 1307 هـ/ 1890 م، لأسرة صيداوية (من صَيدا). ودرس الحقوق في إستانبول وباريس. وفي أواخر الحرب العالمية الأولى أقام في سورية، ثم انتقل إلى بيروت عام 1921، فعمل في القضاء بلبنان زُهاء اثنين وعشرين عامًا. تولى رئاسة الوزارة سبع مرات، وكان طيبَ القلب يحب الإصلاح.

## حياته السياسية

### رئيسًا للوزراء
- من 27 يوليو 1942 إلى 18 مارس 1943 في عهد الرئيس بشارة الخوري خلال الانتداب.
- من 22 أغسطس 1945 إلى 22 مايو 1946 في عهد الرئيس بشارة الخوري.
- من 11 فبراير 1952 إلى 9 سبتمبر 1952 في عهد الرئيس بشارة الخوري.
- من 16 سبتمبر 1954 إلى 9 يوليو 1955 في عهد الرئيس كميل شمعون.
- من 9 يوليو 1955 إلى 19 سبتمبر 1955 في عهد الرئيس كميل شمعون.
- من 18 نوفمبر 1956 إلى 18 أغسطس 1957 في عهد الرئيس كميل شمعون.
- من 18 أغسطس 1957 إلى 14 مارس 1958 في عهد الرئيس كميل شمعون.
- من 14 مارس 1958 إلى 24 سبتمبر 1958 في عهد الرئيس كميل شمعون.

### وزيرًا
- وزيرًا للتجارة والصناعة ووزيرًا للمالية والإعاشة من 27 يوليو 1942 إلى 18 مارس 1943 في حكومته في عهد ألفرد جورج النقاش خلال الانتداب.
- وزيرًا للتجارة والصناعة والتموين من 22 أغسطس 1945 إلى 11 أبريل 1946 في حكومته في عهد بشارة الخوري، وفي نفس الحكومة كان وزيرًا للبرق والبريد من 22 أغسطس 1945 إلى 22 مايو 1946، ووزيرًا للعدلية بنفس الحكومة من 11 أبريل 1946 إلى 22 مايو 1946.
- وزيرًا للداخلية من 11 فبراير 1952 إلى 9 سبتمبر 1952 في حكومته في عهد بشارة الخوري، وأصبح وزيرًا للأشغال العامة من 26 أغسطس 1952 إلى 9 سبتمبر 1952 في ذات الحكومة.
- وزيرًا للتصميم العام من 16 سبتمبر 1954 إلى 9 يوليو 1955 في حكومته في عهد كميل شمعون، ومن 29 مايو 1955 إلى 9 يوليو 1955 أصبح أيضًا وزيرًا للعدل.
- وزيرًا للتصميم العام من 9 يوليو 1955 إلى 19 سبتمبر 1955 في حكومته في عهد كميل شمعون.
- وزيرًا للعدلية من 18 نوفمبر 1956 إلى 1 مارس 1957 في حكومته في عهد كميل شمعون.
- وزيرًا للأنباء ووزيرًا للداخلية من 18 نوفمبر 1956 إلى 18 أغسطس 1957 في حكومته في عهد كميل شمعون.
- وزيرًا للدفاع الوطني من 1 مارس 1957 إلى 18 أغسطس 1957 في حكومته في عهد كميل شمعون.
- وزيرًا للداخلية ووزيرًا للعدلية من 18 أغسطس 1957 إلى 14 مارس 1958 في حكومته في عهد كميل شمعون.
- وزيرًا للداخلية من 14 مارس 1958 إلى 24 ديسمبر 1958 في حكومته في عهد كميل شمعون.
- وزيرًا للدفاع الوطني من 22 مايو 1958 إلى 24 ديسمبر 1958 في حكومته في عهد كميل شمعون.
- وزيرًا للعدلية من 11 أغسطس 1958 إلى 24 سبتمبر 1958 في حكومته في عهد كميل شمعون.

### عضوًا بالمجلس النيابي
انتُخِبَ نائبًا عن بيروت في المجلس النيابي:
- في الدور التشريعي الخامس من 1943 إلى 1947.
- في الدور التشريعي السادس من 1947 إلى 1951.
- في الدور التشريعي السابع من 1951 إلى 1953.
- في الدور التشريعي الثامن من 1953 إلى 1957.
- في الدور التشريعي التاسع من 1957 إلى 1960.
- في الدور التشريعي الحادي عشر من 1964 إلى 1968.

## كتبه
- له (مذكِّرات) في أربعة أجزاء، طُبعت في مجلد عام 1950، وضعَها له أحدُ المستكتَبين.[2]

## وفاته
توفي في بيروت عام 1388 هـ الموافق 1968 م.

## روابط خارجية
- سامي الصلح على موقع مونزينجر (الألمانية)